# 道の駅たまかわ

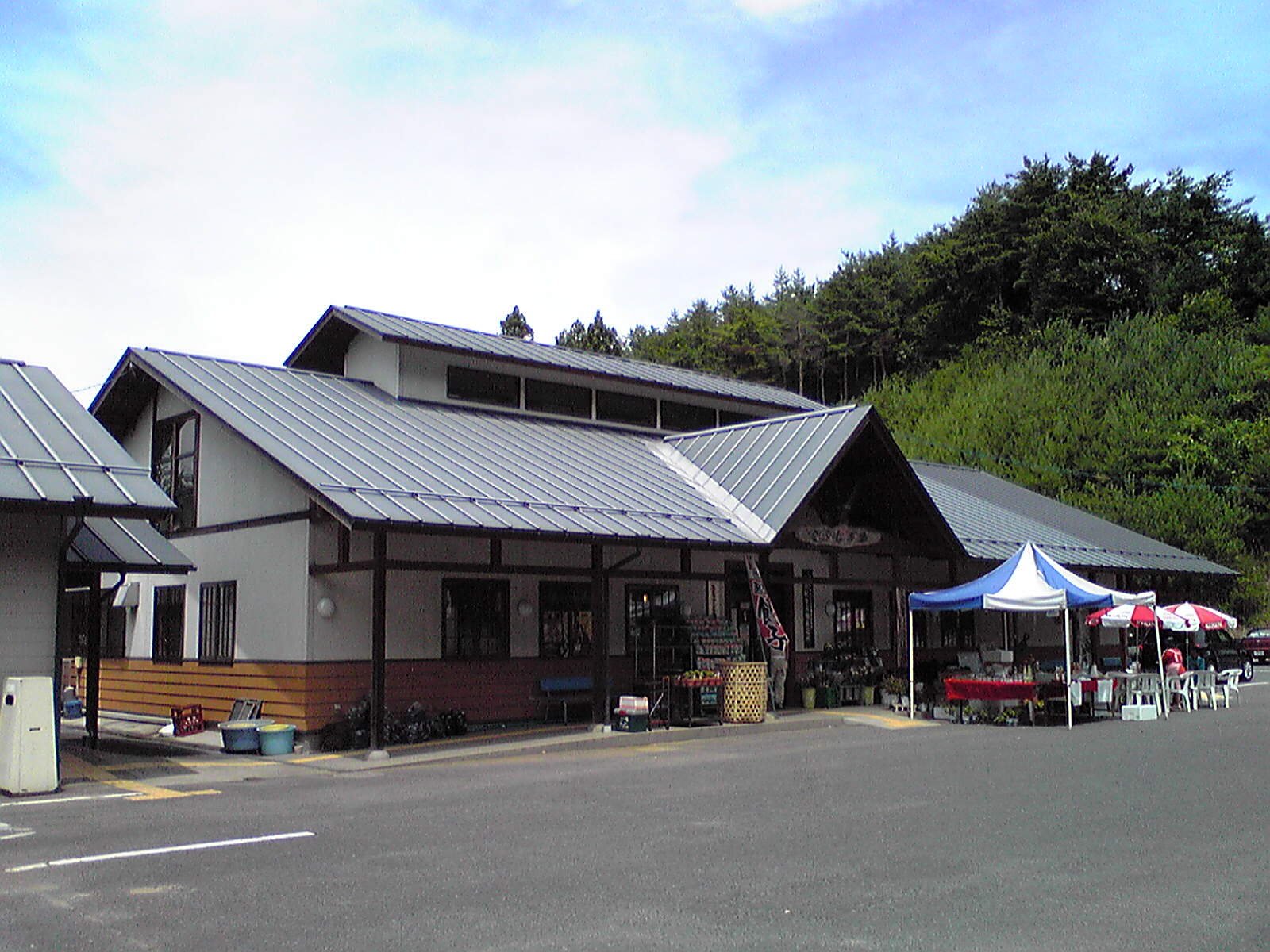
施設外観

道の駅たまかわ（みちのえき たまかわ）は、福島県石川郡玉川村にある福島県道208号福島空港西線の道の駅である。愛称はこぶしの里。

## 施設
- 駐車場
  - 普通車：22台
  - 大型車：2台
  - 身障者用：1台
- トイレ （いずれも24時間利用可能）
  - 男：大 2器、小 3器
  - 女：2器
  - 身障者用：1器
- 公衆電話：1台
- 休憩所
- レストラン（10:00 - 16:30）
- 特産物直販所

## アクセス
- 福島県道208号福島空港西線 - 登録路線

## 周辺
- 福島空港
  - 福島空港公園
- あぶくま高原道路（福島空港IC）
- ボートピア玉川
- 観音山